# Saint-Bonnet-Elvert
Saint-Bonnet-Elvert is een gemeente in het Franse departement Corrèze (regio Nouvelle-Aquitaine) en telt 185 inwoners (2005). De plaats maakt deel uit van het arrondissement Tulle.

## Geografie
De oppervlakte van Saint-Bonnet-Elvert bedraagt 18,8 km², de bevolkingsdichtheid is 9,8 inwoners per km².
De onderstaande kaart toont de ligging van Saint-Bonnet-Elvert met de belangrijkste infrastructuur en aangrenzende gemeenten.

## Demografie
Onderstaande figuur toont het verloop van het inwonertal (bron: INSEE-tellingen).